# Movimiento de Liberación de Sudán
El Movimiento de Liberación de Sudán, o Ejército de Liberación de Sudán, conocido por las siglas en inglés SLM (Sudan Liberation Movement) o SLA (Sudan Liberation Army), y también llamado Haraka Tahrir Sudan, es una asociación heterogénea de grupos rebeldes sudaneses que luchan contra los milicianos árabes Yanyauid y las fuerzas del gobierno de Sudán en el conflicto de Darfur. Se halla muy dividido en facciones. El líder de la más importante es Minni Minnawi. Otros líderes de facciones continúan su lucha contra el gobierno, como es el caso de Ahmed Abdulshafi Bassey.  
El Movimiento de Liberación de Sudán se autodenominó Frente de Liberación de Darfur (Darfur Liberation Front, DLF) durante un breve período después de su aparición en febrero de 2003. Aunque el Frente de Liberación de Darfur mantenía una posición secesionista, el actual Movimiento de Liberación de Sudán afirma no tener intenciones secesionistas, sino que tiene como objetivo derrocar al gobierno de Jartum y "crear un Sudán unido y democrático". 
El 20 de enero de 2006, el Movimiento de Liberación de Sudán anunció su fusión con el Movimiento Justicia e Igualdad, para formar la Alianza de Fuerzas Revolucionarias en Sudán Occidental. Sin embargo, para mayo de ese mismo año, ambos grupos negociaban como entidades separadas. 

## Creación
El general Omar al-Bashir y el Frente Nacional Islámico encabezado por el Dr. Hassan al-Turabi derrocaron al gobierno sudanés dirigido por Ahmed al-Mirghani en 1989. Una gran parte de la población de Darfur, en particular las etnias no árabes de la región, quedó cada vez más marginada.  Estos sentimientos fueron cristalizados por la publicación en 2000 de The Black Book, que detallaba la desigualdad estructural en Sudán que niega a los no árabes la igualdad de justicia y el reparto del poder. En 2002, Abdul Wahid al Nur, abogado, Ahmad Abdel Shafi Bassey, estudiante de educación, y un tercer hombre fundaron el Frente de Liberación de Darfur, que posteriormente se convirtió en el Movimiento de Liberación del Sudán y afirmó representar a todos los oprimidos del Sudán.

## Secuestro de Sun Air en 2008
En agosto de 2008, un Boeing 737 local de Sun Air que transportaba a 100 pasajeros, incluidos 5 miembros de la tripulación, fue secuestrado por miembros pertenecientes al Movimiento de Liberación de Sudán o SLM. El vuelo regional operado por las aerolíneas privadas sudanesas Sun Air se dirigía desde Nyala, Darfur del Sur a Jartum cuando fue desviado por los rebeldes de Darfur a la ciudad oasis de Kufra, en el extremo sur de Libia. El líder del SLM, Abdelwahid al-Nur, que vivía en París en ese momento, negó su participación en el secuestro y condenó el uso del secuestro por parte de los rebeldes para llamar la atención sobre su causa. El comandante de campo del SLA, Ibrahim al-Hillo, sugirió que los secuestradores de Boeing podrían ser simpatizantes de al-Nur, ya que el SLA había comenzado a romperse en el momento del secuestro. Los 95 pasajeros fueron finalmente liberados ilesos y los 5 miembros de la tripulación también fueron liberados. Al Nur dijo sobre el secuestro que Jartum estaba tratando de manipular las noticias del secuestro como una táctica para desviar la atención del ataque anterior del gobierno contra el campamento de refugiados de Kalma que mató a 70 civiles.  El campamento de Kalma se encuentra cerca del aeropuerto de Nyala. Los secuestradores fueron detenidos por las autoridades libias. Si bien el ataque del gobierno ocurrió cerca del secuestro, no parecía ser un motivo para el secuestro.

## Acuerdo de paz de 2020
Minni Minawi firmó un acuerdo de paz en nombre del Movimiento de Liberación de Sudán con el Gobierno de Transición de Sudán el 31 de agosto de 2020 y la organización ahora participará en la transición a la democracia en Sudán por medios pacíficos. Según los términos del acuerdo, las facciones que firmaron tendrán derecho a tres escaños en el consejo de soberanía, un total de cinco ministros en el gabinete de transición y una cuarta parte de los escaños en la legislatura de transición. A nivel regional, los signatarios tendrán derecho a entre el 30 y el 40% de los escaños en las legislaturas de transición de sus estados o regiones de origen.

## Tercera guerra civil sudanesa
El 31 de julio de 2023, Mustafa Tambour, líder de una facción del SLM conocida como SLM-T, anunció que sus fuerzas se habían unido a las Fuerzas Armadas del Sudán en la lucha contra las RSF durante la tercera guerra civil sudanesa, afirmando haber infligido 68 bajas a estas últimas durante los combates en Zalingei. El hermano de Tambour había sido asesinado previamente por las RSF.
El SLM ha establecido una zona de control alrededor de la ciudad de Tawila después de la retirada de las fuerzas gubernamentales y de RSF en la región. Esta zona de control también incluye varias aldeas circundantes, como Martal, Al-Aradib, Al-Ashra, Sortony y Tibira en Darfur septentrional, Kadner y Kankoro en Darfur meridional, y Katrom, Sabanga, Barqa y Rofta en Darfur central.